# 托尔夸托·塔索
托尔夸托·塔索（義大利語：Torquato Tasso，1544年3月11日—1595年4月25日），意大利16世纪诗人。他的作品有《里纳尔多》（1563年）、《阿明塔》（1573年）、《耶路撒冷的解放》（1581年）等。他的作品对欧洲文学产生了重要的影响。

## 生平

### 早年
塔索，生於索倫托，是贝加莫贵族伯納多·塔索之子。其父伯納多·塔索是当时颇负盛名的史诗和抒情詩诗人，出生于威尼斯，多年来在薩萊諾親王費迪南多手下担任秘书。而塔索母亲玻齊亞(Porzia Tasso)则出身那不勒斯名門。
塔索幼年時，薩萊諾親王費迪南多与掌管那不勒斯王国的西班牙发生冲突，随后遭剥夺封地，塔索父亲也隨之流亡。1552 年，塔索与母亲和妹妹科妮莉亚(Cornelia )移居那不勒斯。塔索，在耶稣会士的指导下接受教育，八岁那年，憑其少年聰慧，已名声在外。
不久，塔索獲允與父親同住。塔索父親此時身陷貧困之中，顛沛流亡羅馬。1556 年，父子倆得知塔索母親突然神秘地在那不勒斯去世。塔索的父親坚信其妻是遭她的兄弟謀財毒害。 
一如前述，塔索未能繼承母系的遺產。其妹科妮莉亚在母方親戚的怂恿下结婚。塔索的父亲曾是受寵的詩人與朝臣。因此，1557年，伯納多·塔索重返乌尔比诺宫廷。 

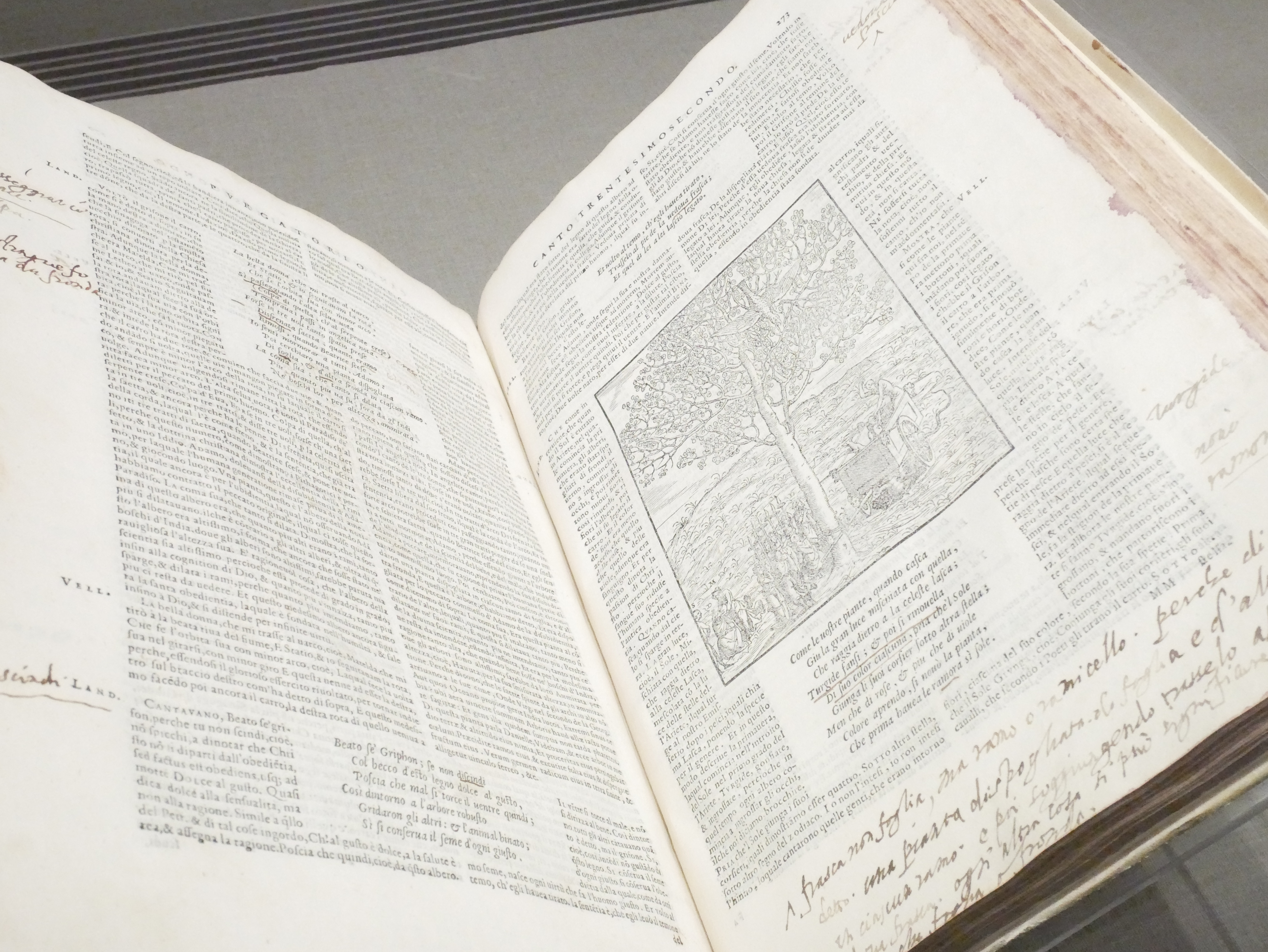
帶有托爾夸托·塔索的手寫筆記的《神曲》（克里斯多福羅·蘭迪諾與亞歷山德羅·維爾盧泰洛註解，1564年）

伯納多·塔索穿梭乌尔比诺的上層社会，為公爵夫人和她的仕女朗讀《阿瑪迪吉》(L'Amadigi)；或與公爵的图书馆员和秘书讨论荷马、维吉尔、特里西諾和阿里奥斯托。年轻的塔索，成为乌尔比诺公爵继承人弗朗切斯科的学伴，在精致奢华的氛围中长大。 
1563年，塔索創作了《里納爾多》(Rinaldo)。這段期間，他曾短暫在博洛尼亚大学学习。
自1565年，塔索的生活以费拉拉的城堡为中心，服侍埃斯特家族。他發展自身的文藝論述。1569年，塔索的父亲伯納多·塔索去世。年轻的塔索，以诗歌和散文作品而著称，成为當時意大利的宫廷偶像。他五百多首情诗獻給Lucrezia Bendidio和名歌手劳拉·佩瓦拉拉。Lucrezia和Eleonora姊妹，當時仍未婚，為塔索提供庇護。1570年，塔索随红衣主教前往巴黎， 結識法國詩人比埃爾·德·龍沙。

### 盛年
1571年，塔索离开法国，服務於红衣主教兄弟费拉拉公爵阿方索二世手下。1573年的《阿明塔》與1574年的《耶路撒冷的解放》成為塔索最重要的作品。 《阿明塔》是一部劇情簡單的田园劇，有着细腻的抒情韵味，在帕莱斯特里纳、蒙特威尔第、马伦齐奥等作曲家的發揮下，在接下來的兩個世紀中，影響了歌剧和清唱套曲，主導了意大利艺术。 1581 年1月，《阿明塔》由阿爾杜斯·馬努提烏斯在威尼斯首次付梓。
《耶路撒冷的解放》在欧洲文学史上占有一席之地。  在《耶路撒冷的解放》中，塔索通过其诗意的措辞，模仿了羅馬詩人维吉尔特，展現意大利的史诗风格。為主題第一次十字军东征，創造了充滿宗教热情的英雄戈弗雷。 一如年輕時創作的《里納爾多》，塔索用许多浪漫的情节装饰了《耶路撒冷的解放》，使之更受欢迎和更有影响力。塔索的戈弗雷，不像一般的史詩英雄，混合了维吉尔的埃涅阿斯和特利藤天主教風格。虽然《耶路撒冷的解放》的主角是布永的戈弗雷，但在攻佔聖城的史詩高潮中，第一次十字军东征的英雄們各有風采。读者受魯傑羅、火热而热情的里纳尔多、忧郁而冲动的羅西尼(Tancredi) 以及故事中的反派撒拉森人豪俠吸引。 
史诗中，异教女性与这些十字军之间的愛情故事亦為特點。克洛琳达(Clorinda )是一位勇敢的薩拉森女战士，如瑪菲莎一样，与情人决斗，最終在垂死之际接受了他的手洗礼。地狱的魔鬼派遣女巫阿米达(Armida)，使用美人計，在基督教阵营中挑拨离间，但最終遭十字军骑士擊敗而皈依了真信。而艾米利亞(Erminia)无可救药地爱上了坦格雷多，向十字軍寻求庇护。 
塔索因過度於學業、宫廷生活與文學生產，遭遇健康的難題。他罹患头痛，與疟疾，開始希望离开费拉拉。他开始与佛罗伦萨宮廷谈判跳槽。此舉激怒了费拉拉公爵。阿方索最讨厌的就是看到朝臣（尤其是名人）跳槽到敌对的公国。此外，阿方索与一位法國胡格諾派公主结婚，因此担心佛罗伦萨和罗马的天主教勢力。  
此外，阿方索认为，如果允许塔索离开，美第奇家族将得到著名的史诗《耶路撒冷的解放》。因此，他阻撓塔索離開。在1575年至年间，塔索的健康每况愈下。 
1570年代中，塔索罹患被害妄想，擔心僕人背叛，幻想被宗教裁判所告发，或遭到毒死。
1576 年，塔索寫給其友卢卡（Luca Scalabrino）的信，谈及他对21岁的年轻人奥拉齐奥·阿里奥斯托（Orazio Ariosto）的爱慕。 1577年夏天，他在乌尔比诺公爵夫人Lucrezia面前用刀砍傷一名仆人，因而被捕。公爵送他貝爾裡瓜多官邸休養，後送费拉拉的方济各会修道院。1576年7月底，塔索逃走，前往索伦托，投靠妹妹。 
一段時間後，塔索因不適應索倫托的生活，乞求阿方索允許他再度返回費拉拉，獲公爵同意。 

### 晚年：在圣安娜的疯人院

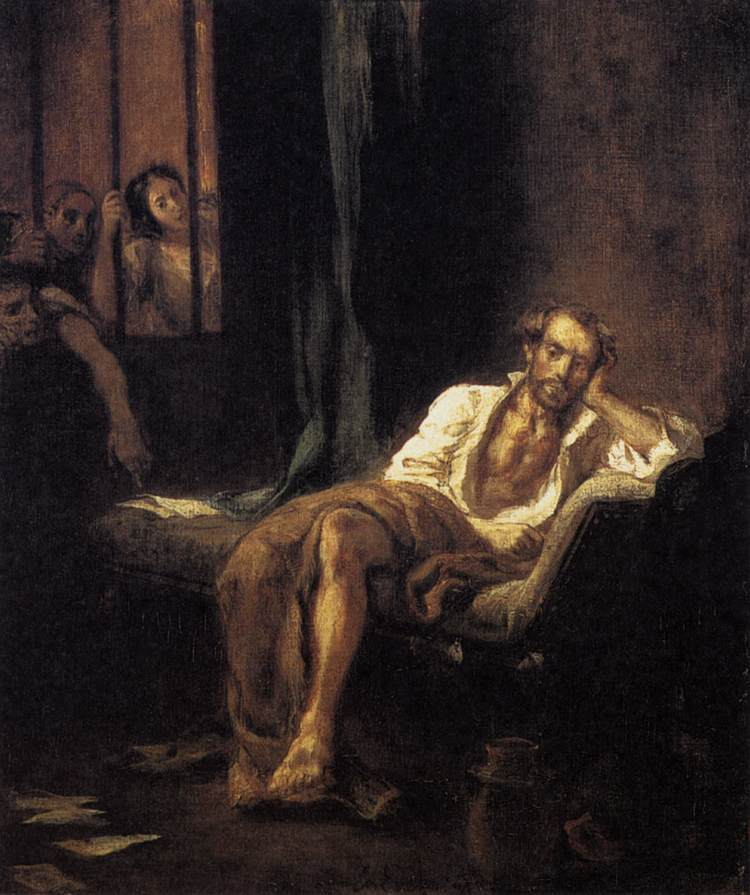
塔索在费拉拉的圣安娜瘋人院
德拉克羅瓦繪

1578 年夏天，塔索再度逃跑，遊歷曼图亚、帕多瓦、威尼斯、乌尔比诺、伦巴第。 9 月，他抵都灵，受萨伏依公爵埃马纽埃尔·菲利伯托的殷勤款待。然而，最終，塔索似乎无法忍受费拉拉以外的生活。于是，再次与公爵協商。1579年2月，他返回費拉拉城堡。 
1579年3月至1586年間，塔索精神病症狀加重。1579年3月，在目睹他一系列不受控制的举动后，阿方索公爵認為塔索疯了，送其至圣安娜瘋人院。 塔索直到1586年才重获自由。
圣安娜的监禁岁月，塔索仍用寫作，抒發情懷，包含一些颂歌或十四行诗。这一段经历深刻影响了塔索的人格和创作理念。
1586年7月，在曼托瓦亲王温琴佐·贡扎加的干涉下，塔索重获自由，并在曼托瓦停留一年。
1592年，克莱门特八世成為教皇，與他的侄子圣乔治的红衣主教Aldobrandini决定与这位诗人成为朋友。1594年，他们邀请他到罗马，加冕其為桂冠詩人。
然而， 1595年4月，在塔索抵達羅馬加冕之前，便先病逝於圣欧诺佛修道院(Sant'Onofrio)，享年51岁。

## 作品
- 《里纳尔多》（1563年）
- 《阿明塔》（1573年）
- （1573-1574)）
- （1578-1594.）
- 《耶路撒冷的解放》（1581年）
- （1594年）